# Tenrec musaranya gràcil
El tenrec musaranya gràcil (Microgale gracilis) és una espècie de tenrec musaranya endèmica de Madagascar. El seu hàbitat natural són els montans humits tropicals o subtropicals.